# Washington State Route 6

Mapa silnice.

Washington State Route 6 je 83 kilometrů dlouhá státní silnice v okresech Pacific a Lewis v americkém státě Washington. Silnice vlastně spojuje U.S. Route 101 v Raymondu a Interstate 5 v Chehalisu. Kromě Raymondu a Chehalisu se na její cestě ještě nachází Pe Ell a Adna. Její historie se datuje až do roku 1913 a od roku 1964, kdy byla konečně přejmenována na SR 6, zde proběhly dvě menší rekonstrukce, další se plánuje.

## Popis cesty
Silnice začíná na křižovatce s U.S. Route 101 v centru města Raymond jako Henkle Street. Nejprve běží souběžně s řekou Willapa a po chvíli se stáčí na jihovýchod, skrz Menlo, po kterém se stáčí na jih, kde projíždí Holcombem, než se opět stáčí na východ a poté projíždí už jen Lebamem a Francesem a přechází z okresu Pacific do okresu Lewis. Hned na začátku okresu Lewis se nachází pramen řeky Willapa ve Willapských vrších, kterými silnice projíždí před městem Pe Ell, kde se jmenuje 4th Avenue a překračuje řeku Chehalis. Na křižovatce s Main Street se silnice stáčí severním směrem a nese název Ocean Beach Highway než přijíždí do Doty, kde mění směr na východ kolem Dryadu a přes státní park Rainbow Falls. Silnice následuje řeku Chehalis a brzy se dostává do Adny, která už není daleko od konečné křižovatky. V Adně začíná silnice následovat železnici Puget Sound and Pacific Railroad a také opět překračuje řeku Chehalis. Před městem Chehalis překračuje řeku téhož jména ještě jednou, než se konečně dostává k diamantové křižovatce s Interstate 5, která je také jejím nejvytíženějším segmentem.